# Smaragdzöld piton
A smaragdzöld piton (Morelia viridis) a hüllők (Reptilia) osztályának pikkelyes hüllők (Squamata) rendjébe, ezen belül a pitonfélék (Pythonidae) családjába tartozó faj.

## Előfordulása
A smaragdzöld piton megtalálható Indonéziában (Misool, Salawati, Aru szigetek, Schouten szigetek), Új-Guinea nyugati részén, Pápua Új-Guineában (és a környező szigeteken 1800 m magasságig) és Ausztráliában (Queensland államban a York-félszigeten).
A faj  szimpatrikusan fejlődött a szőnyegmintás piton (Morelia spilota) fajjal, a két faj gyakran ugyanabban az ökológiai niche-ben él együtt.

## Megjelenése

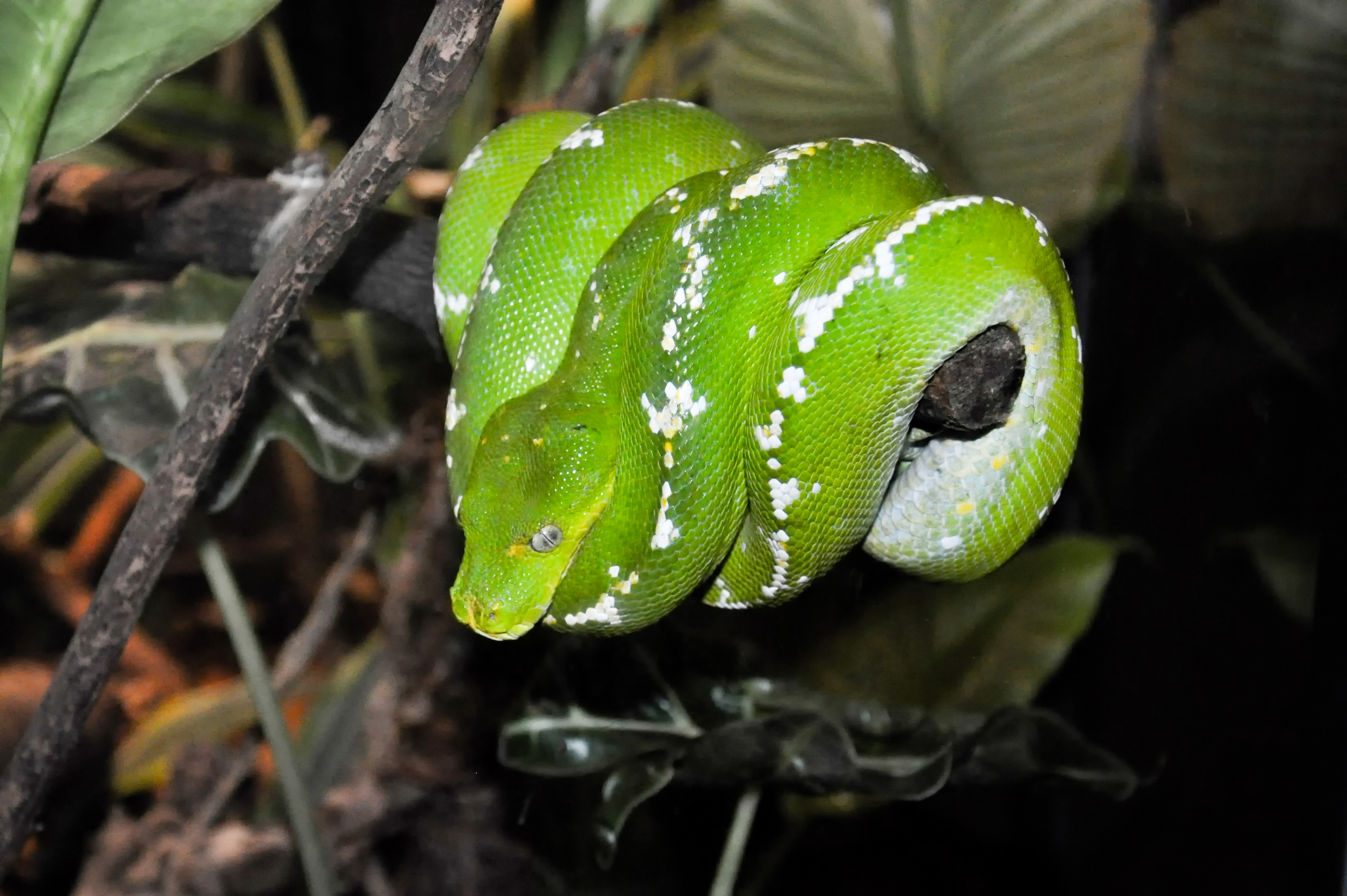
Egy élénk színű smaragdzöld piton; jól látható a szögletes pofája

A smaragdzöld piton jellegzetessége a karcsú test.  Viszonylag hosszú farka teljes testhosszának kb. 14%-át teszi ki. Feje nagy méretű és jól elkülönül a nyakától. Pofája nagy és szögletes. Testének keresztmetszete háromszögletű, gerince jól kivehető. Teljes hossza 150–180 cm, de a nagy méretű nőstények elérhetik a 200 cm hosszúságot is. Mérete az élőhelyétől is függ. Testtömege nagy mértékben függ az egyed táplálkozási körülményeitől. A hímek tömege 1100–1400 g, a nőstények elérhetik az 1600 g-ot, bár a vadon élő példányok ennél általában könnyebbek. A különösen nagytermetű példányok, melyek tömege elérheti a 2200 g-ot kivétel nélkül nőstények.

## Élőhelye
Fő élőhelye esőerdők, vagy azok közelsége. Elsősorban fán lakó faj, fákon, bokrokban és bozótosokban él. Időnként a földön is megfigyelhető.

## Természetvédelmi helyzete
A fajt jelenleg nem tekintik fenyegetettnek természetes élőhelyén, bár a kisállat-kereskedelemben továbbra is igen népszerű. Új-Guineában néha élelemként is vadásznak rá.

## Viselkedése
A smaragdzöld piton elsősorban fákon él, jellegzetes módon tekeredik az ágakra, fejét az összetekert testén pihenteti. Ez a viselkedés hasonlít a Dél-Amerikában élő kutyafejű boáéra (Corallus caninus). Megjelenése mellett ez a viselkedése az oka, hogy természetes élőhelyén kívül a két faj összetéveszthető.

## Táplálkozása
Táplálékát többnyire apró emlősök, például rágcsálók, időnként hüllők alkotják. Erről a kígyóról a kutyafejű boával együtt azt tartották, hogy madarakat is elfogyaszt, ezért Switak kutatói terepmunkát végzett ebben a kérdésben, ám több mint 1000 példány gyomortartalmának vizsgálata után sem találta bizonyítékát a madárevésnek. Zsákmányát úgy ragadja meg, hogy kapaszkodásra alkalmas farkával az ágat szorítja, S alakú testhelyzetből csap le, majd összeszorítja áldozatát.

## Szaporodása

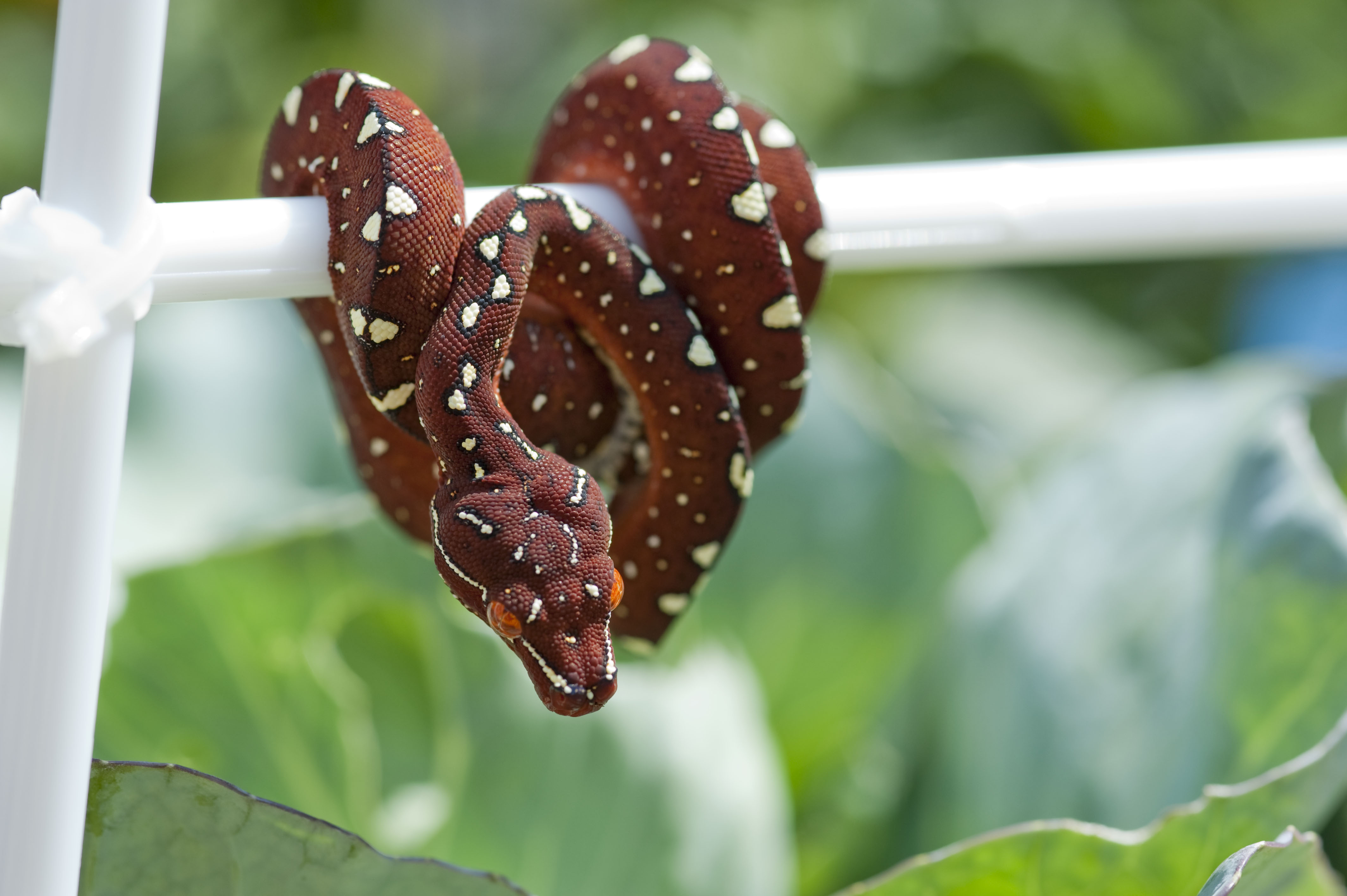
Barna színű fiatal példány

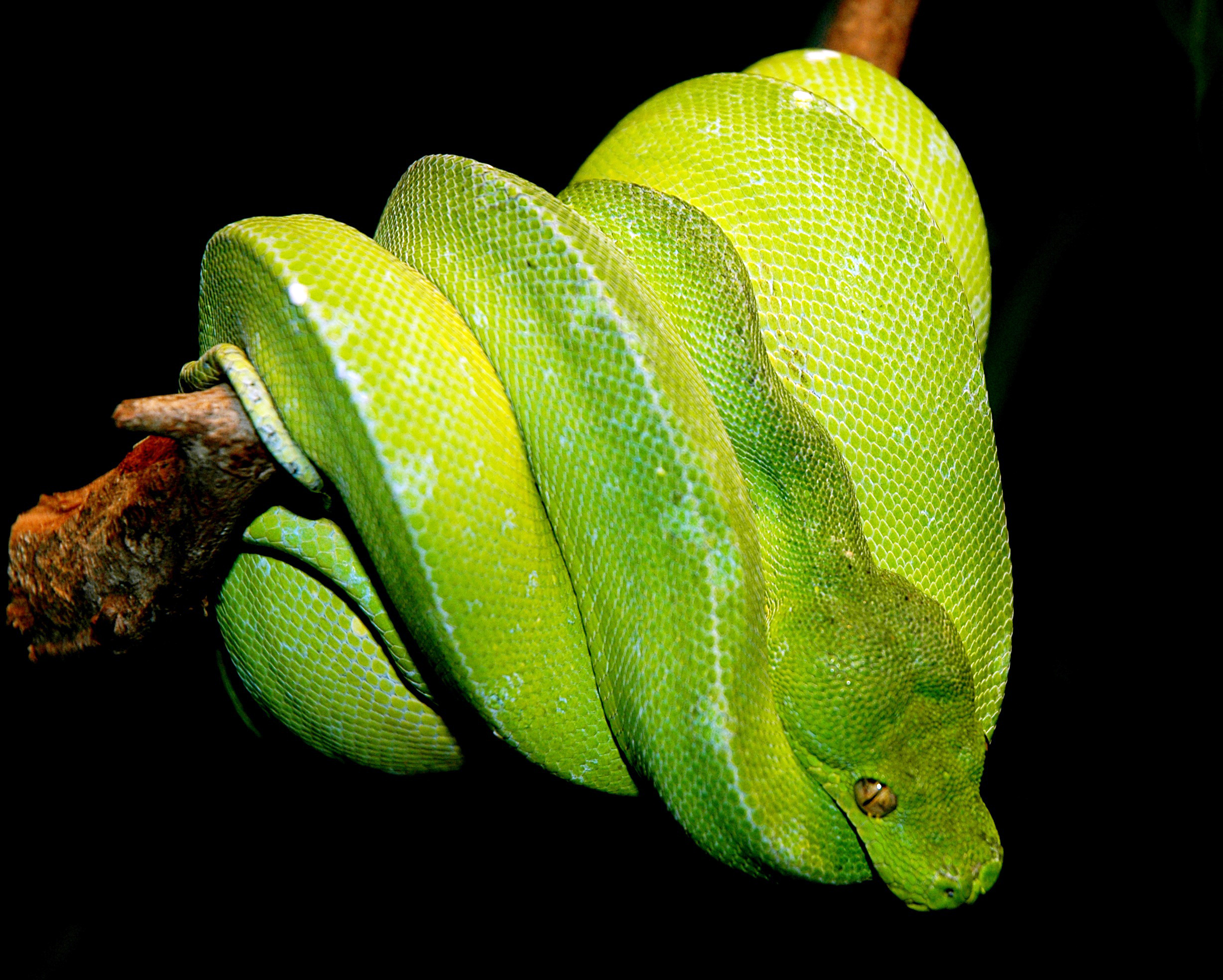
M. viridis

A smaragdzöld piton 1-25 tojást rak egy fészekaljba. Természetes élőhelyén nincs feljegyzés a szaporodásáról, de a fogságban a nőstények védik és költik a tojásokat. A frissen kikelt kis kígyók citromsárgák,  vöröses és barnás csíkokkal és pettyekkel, vagy aranyszínűek vagy narancsvörösek. Az ausztráliai Iron Range Nemzeti Parkban a sárga egyedek színváltása 5-10 nap alatt zajlott le, 58–60 cm-es hosszúság esetén, ami kb. egyéves kornak felel meg.

## Fogságban
Ezt a fajt gyakran tartják fogságban, ahol, amennyiben speciális igényeit kielégítik könnyen szaporítható.